# Lernanthropus holmbergii
Lernanthropus holmbergii is een eenoogkreeftjessoort uit de familie van de Lernanthropidae. De wetenschappelijke naam van de soort is voor het eerst geldig gepubliceerd in 1864 door Nordmann.